# Valtencir Gomes
Valtencir Gómes da Silva nació el 26 de diciembre de 1969 en Populina, São Paulo, Brasil. Debutó como futbolista profesional en 1985 con el Sao Paulo y, posteriormente, cimentó su carrera en México desde 1992, defendiendo a equipos como Querétaro, Atlético Yucatán, Tigrillos (UANL, Saltillo, Broncos, Los Mochis), Cobras de Ciudad Juárez, Guerreros de Tabasco, y Club Tijuana Xoloitzcuintles de Caliente ESPN.com+2X (formerly Twitter)+2.
Actuó como mediocampista (o “delantero” según algunas fuentes) y fue un verdadero destructor de redes en el Ascenso MX: superó los 200 goles, lo que lo coloca como uno de los máximos artilleros de esa categoría Facebook+8Futbol Mexicano+8Futbol Mexicano+8. Además, se le reconoce como el autor del primer gol en la historia del Club Tijuana (Xolos), en enero de 2007 Transfermarkt+10El Norte+10Futbol Mexicano+10.

Se retiró en diciembre de 2008 con Querétaro, coronando su carrera con su gol número 200 en la liga de ascenso Gráficos El Norte+1. Al año siguiente, en agosto de 2009, asumió rol de director técnico interino del primer equipo de Querétaro por un partido Transfermarkt.
Valtencir Gomes da Silva es un futbolista y entrenador brasileño. 

## Trayectoria

### Futbolista
| Club                    | País   | Año         |
| ----------------------- | ------ | ----------- |
| Querétaro FC            | México | 1992 - 1993 |
| Atlético Yucatán        | México | 1993 - 1994 |
| Querétaro Fútbol Club   | México | 1994 - 1996 |
| Tigrillos de la UANL    | México | 1996 - 1999 |
| Tigres de Ciudad Juárez | México | 1999 - 2001 |
| Tigres de la UANL       | México | 2001        |
| Tigrillos de Saltillo   | México | 2002 - 2003 |
| Club de Fútbol Cobras   | México | 2004        |
| Tigrillos Broncos       | México | 2004 - 2005 |
| Tigres Mochis           | México | 2005 - 2006 |
| Tabasco                 | México | 2006        |
| Club Tijuana            | México | 2007 - 2008 |

### Entrenador
| Club                  | País   | Año  |
| --------------------- | ------ | ---- |
| Querétaro Fútbol Club | México | 2009 |